# Ornamentstich

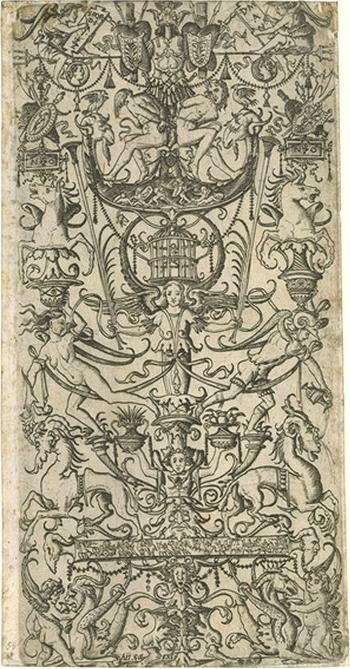
Italienischer Ornamentstich mit Grotesken, Nicoletto da Modena, ca. 1500- ca. 1520. (V&A Museum no. E.180-1885A)

Ornamentstiche sind grafische Darstellungen in Metall-, oder Holzdruckverfahren von Ornamententwürfen, die einzeln oder in Buchform zwischen dem 15. und 19. Jhd. Künstlern, Kunsthandwerkern, Bildhauern sowie Architekten Formgedanken vermittelten und sich zu einer eigenen Kunstgattung entwickelten. Der zusammenfassende Begriff Ornamentstich entstand um 1870 in Deutschland im Rahmen der Rückbesinnung auf vorindustrielle Handwerkstraditionen.

## Sammlungen
Sammlungen mittelalterlicher Vorlagen entstanden zuerst im beginnenden 19. Jahrhundert in Paris. Der erste bekannte Versteigerungskatalog wurde 1846 durch O. Reynard in Paris verfasst. Eine eigene Ornamentstichsammlung wurden zuerst durch das Österreichische Museum für Kunst und Industrie in Wien angelegt, deren Grundstock eine von W. Drugulin in Leipzig angelegte Sammlung bildete. Es folgte die durch das Kunstgewerbe-Museum in Berlin angelegte Sammlung, deren Zusammensetzung 1894 im Katalog so beschreiben wurde: „Die Ornamentstichsammlung setzt sich zusammen aus der ehemaligen Sammlung Destailleur, aus älterem Besitz des Kunstgewerbe-Museums, aus verwandten Beständen des Kgl. Kupferstich-Kabinets und aus neueren Erwerbungen.“ Der Kernbestand der Sammlung im Kunstgewerbe-Museum zu Leipzig wurde 1889 so charakterisiert: „Die nachstehend beschriebene Sammlung besteht in ihrem Hauptstock aus der ehemaligen Sammlung des Director Dr. Justus Brinckmann in Hamburg, und den durch W. Drugulin bewirkten Ergänzungen.“ Die Berliner Sammlung hatte im Verlauf des Zweiten Weltkriegs große Verluste zu verzeichnen: „Der Katalog von 1939 verzeichnet 5.369 Titel und 140 Nachträge. Sechs Jahre später war die Hälfte der gebundenen Stichfolgen und Quellenwerke verloren, darunter alle großformatigen Bände.“
Die Spannweite dessen, worauf sich Ornamentstichsammlungen beziehen, fasste Eva-Maria Hanebutt-Benz 1983 anlässlich einer Ausstellung im Museum für Kunsthandwerk in Frankfurt in weitgehender Vollständigkeit so zusammen: »Die Ornamentstichsammlungen der Museen umfassen im Einzelnen folgende Gebiete: freies Ornament, Vorlagen für kunsthandwerklich gestaltete Gegenstände (Goldschmiede- und Schmelzarbeiten, Waffen und Schmuck, Geräte und Gefäße, Schreiner- und Drechslerarbeiten, Schlosser- und Metallarbeiten, Wagen, Schlitten, Geschirre, Buchbinderei, Stickerei und Weberei, Instrumente und Maschinen), Baukunst (Lehrbücher des Altertums, Architektur des christlichen Europas, Theater, Festbauten und Festschmuck, Gartenkunst, Festungsbau, Denkmäler und Grabmäler, Bauteile wie Kamine, Kapitelle, Türen und Fenster etc.), Innenausstattung, Kostümdarstellungen, Sinnbilder und Allegorien, Lehrbücher der Mal- und Zeichenkunst, sowie Schreibvorlagen und Schreibmeisterbücher.«
Für das von Bernhard Fabian initiierte Handbuch der historischen Buchbestände erfolgte eine exakte Auszählung der Berliner Ornamentstichsammlung im Hinblick auf Entstehungszeiträume (»2.37 Die Ornamentstichsammlung enthält 5908 Titel, von denen einer aus dem 15. Jhd., 472 aus dem 16. Jhd., 1493 aus dem 17. Jhd., 3204 aus dem 18. Jhd. und 738 aus dem 19. Jhd. stammen.«) und auf die darin vertretenen Sprachen (»2.38 Im Bestand der Ornamentstichsammlung überwiegen die französischen (2085) und die deutschen (1971) Titel, gefolgt von den italienischen (781), englischen (350), lateinischen (339) und niederländischen (187). Weitere 45 Titel entfallen auf spanische, dänische und portugiesische Ausgaben, rund 150 auf mehrsprachige Parallelausgaben.«).
Ein veränderter Blick auf die Kunst des Historismus bewirkte auch einen neuen Blick auf die Vorlageblätter des 19. und frühen 20. Jahrhunderts, was Claudia Grund 1997 so formulierte: »Längst lässt man die Geschichte des Ornamentstiches nicht mehr mit Beginn des 19. Jahrhunderts enden, wie es noch so hochverdiente Forscher wie Jessen oder Rudolf Berliner taten. Längst hat man erkannt, dass sich das 19. Jahrhundert nicht nur auf das konsequente Sammeln historischer Zeugnisse des Ornamentstiches beschrankte, sondern gleichzeitig dessen Tradition mit erstaunlichem Ideenreichtum und oft hoher künstlerischer Qualität bis ins 20. Jahrhundert fortzusetzen vermochte.« Die Dokumentation Ornament und Dekoration von Dietrich Schneider-Henn erweist sich als materialreicher Wegweiser.
Im Rahmen des EU-Förderprogramms Kultur 2000 beantragten 2005 die Kunstbibliothek in Berlin, das Kunstgewerbemuseum in Prag (UPM) und das MAK in Wien Fördermittel, »um ihre herausragenden Ornamentstichsammlungen besser für die Öffentlichkeit und die Wissenschaft zu erschließen und im WWW leichter zugänglich zu machen«. Die Ergebnisse des Projekts »Ornamental Prints - Dissemination of Historical Design from the Renaissance to the Biedermeier Period« wurden 2007 in Form der inzwischen nicht mehr zugänglichen Website www.ornamentalprints.eu publiziert. Seitens des UMP wurde dabei betont: »Die Sammlungsbestände des Kunstgewerbemuseums in Prag ermöglichen es, diese Entwicklungsreihe der Ornamentvorlagen noch weiter bis in die Moderne zu verfolgen und die gleichfalls bemerkenswerten, früher zu Unrecht diffamierten Vorlagenwerke des Historismus und des Jugendstils für weitere wissenschaftliche Aufarbeitung zugänglich zu machen (z. B. die berühmten „Documents Decoratifs“ und „Figures Decoratives“ von Alfons Mucha).«

## Kataloge

### Amsterdam
- Peter Fuhring: Ornament Prints in the Rijksmuseum II: The seventeenth century. Parts one – three. Transl. from the Dutch by Jennifer Kilian and Katy Kist. (Studies in Prints and Printmarking; 5). Sound&Vision, Rotterdam 2004.

### Berlin
- Peter Jessen et al.: Katalog der Ornamentstichsammlung des Kunstgewerbemuseums. Mit 200 Abbildungen. Berlin 1894.(Digitalisat)
- Staatliche Kunstbibliothek Berlin: Katalog der Ornamentstich-Sammlung der Staatlichen Kunstbibliothek zu Berlin. Verlag für Kunstwissenschaft, Berlin / Leipzig 1936–1939.

### Hamburg
- Ludwig Baron Döry: Katalog der Ornamentstich-Sammlung. Museum für Kunst und Gewerbe, Hamburg 1960.

### Leipzig
- Eduard von Ubisch: Kunstgewerbe-Museum zu Leipzig. Katalog der Ornamentstichsammlung. Seemann, Leipzig 1889. (Digitalisat)

### Wien
- Kaiserlich-Königliches Österreichisches Museum für Kunst und Industrie (Hrsg.): Katalog der Ornamentstich-Sammlung des K. K. Österreichischen Museums für Kunst und Industrie. Wien 1865. (Digitalisat)
- Kaiserlich-Königliches Österreichisches Museum für Kunst und Industrie (Hrsg.): Illustrirter Katalog der Ornamentstich-Sammlung des K.K. Österr. Museums für Kunst und Industrie. Wien 1871.
- Franz Ritter: Illustrirter Katalog der Ornamentstich-Sammlung des K.K. Österr. Museums für Kunst und Industrie. Erwerbungen seit 1871. R. v. Waldheim, Wien 1889. (Digitalisat)
- Österreichisches Museum für Kunst und Industrie (Hrsg.): Illustrierter Katalog der Ornamentstichsammlung des Österreichischen Museums für Kunst und Industrie. Erwerbungen seit 1889. Schroll, Wien 1919.

## Ausstellungen (Auswahl)
- 23. März bis 3. Juli 1983 Victoria and Albert Museum London Pattern and design. Designs for the decorative arts, 1480–1980.
- 17. Oktober 2007 bis 24. März 2008 MAK Wien Vom Grotesken zur Groteske. Zur Aktualität des Ornaments.[12]

## Bedeutende Künstler
- Thomas Chippendale
- Jean Bérain der Ältere
- Johann Christoph Feinlein
- Frans Floris
- Daniel Hopfer
- Ernest Meissonier
- Pierre Le Gros der Jüngere
- Gilles-Marie Oppenordt
- Hans Vredeman de Vries
- Israhel van Meckenem der Ältere

## Links
- ornamentstichsammlung.gbv.de